# 横手市立雄物川小学校
横手市立雄物川小学校（よこてしりつ おものがわしょうがっこう）は、秋田県横手市雄物川町今宿にある公立小学校。

## 概要
雄物川小学校は、雄物川北小学校・南小学校・福地小学校の3校統合によって2015年（平成27年）4月に開校した学校であり、雄物川地域（旧雄物川町）の全域を通学区域とする地域唯一の小学校となっている。
校舎は、横手明峰中学校に統合されて2012年3月に閉校した雄物川中学校の跡地に建設されたもので、鉄筋コンクリート構造3階建て。200mトラックの陸上競技場と25mプールを併設。

## 歴史
雄物川小学校の前身となる3校は、明治期に発された学制によって1870年代に開校した以下の学校が直接の前身となっている。1880年代には5校となった。最終的には1999年と2000年の学校統合によって3校となった。
- 望嶽小学校（後の沼館小→館合小と統合し雄物川北小へ） - 1883年3月31日開校
  - 今宿学校（望嶽小へ統合） - 1877年4月10日開校
  - 会塚学校（望嶽小へ統合） - 1877年8月20日開校
  - 霊沼学校（望嶽小へ統合） - 1879年2月8日開校
  - 二井山学校（望嶽小へ統合） - 1879年5月12日開校
- 薄井尋常小学校（後の館合小→沼館小と統合し雄物川北小へ） - 1887年4月1日開校
  - 宮田学校（薄井尋常小へ統合） - 1874年7月7日開校
  - 薄井小学校（薄井尋常小へ統合） - 1875年6月8日開校。
- 東里小学校（後の里見小→雄南小と統合し南小へ） - 1875年6月15日開校
- 八幡学校（後の雄南小→里見小と統合し南小へ） - 1877年5月20日開校
- 福地尋常小学校（後の福地小） - 1908年3月3日開校
  - 深井学校（福地尋常小へ統合） - 1874年11月10日
  - 道地学校（福地尋常小へ統合） - 1877年3月29日

2005年には、旧横手市と平鹿郡5町2村による合併で横手市が発足し、雄物川町は消滅。合併後も雄物川地域内の3小学校は存続していたが、少子化の進行により児童数は減少傾向となっており、横手市が策定した学校統合計画に基づき2015年3月31日に3校は閉校し、雄物川小学校が新設された。

### 年表
以下、注釈の無い項目は学校の公式サイトの情報によるもの。
- 2015年（平成27年）
  - 4月1日 - 開校。校章・校歌も制定。
  - 4月6日 - 出会いの会開催し、最初の始業式挙行。
  - 4月8日 - 第1回入学式挙行。最初の新入生は51名。この51名を含め、全校児童421名でスタートした。
  - 4月18日 - 開校記念式典挙行。PTA総会開催。この日（4月18日）を開校記念日と定めた。
- 2016年（平成28年）3月15日 - 第1回卒業証書授与式挙行。最初の卒業生は74名。
- 2019年（令和元年）6月27日 - 第1回夢集会開催。

## 学区
- 横手市雄物川町（雄物川町会塚、雄物川町今宿、雄物川町薄井、雄物川町大沢、雄物川町柏木、雄物川町常野、雄物川町砂子田、雄物川町造山、雄物川町東里、雄物川町道地、雄物川町南形、雄物川町仁井山、雄物川町西野、雄物川町沼館、雄物川町深井、雄物川町矢神、雄物川町谷地新田）の全域[3]

## 進学先中学校
- 横手市立横手明峰中学校 - 主な進学先[3]

## 周辺
- 秋田県道13号湯沢雄物川大曲線
- 雄物川学校給食センター
- 横手市役所雄物川庁舎（雄物川地域局）
- 横手市立雄物川図書館
- 横手市雄物川体育館
- マックスバリュ 新雄物川店
- 秋田ふるさと農業協同組合雄物川支店

## アクセス
- 羽後交通 急行本荘横手線及び乗合タクシー湯沢沼館線 新道角バス停から徒歩で約200m・約3分。
- 東日本旅客鉄道（JR東日本） 奥羽本線・北上線 横手駅から車で約13.6km・約26分。
- E13 東北中央自動車道 十文字ICから車で約12.5km・約24分。

## 著名な卒業生
- 柴田正敏（政治家、旧福地小学校卒）
- 宇佐美大輔（バレーボール選手、旧雄物川北小学校卒）